# Giardino Alexandre Soljenitsyne

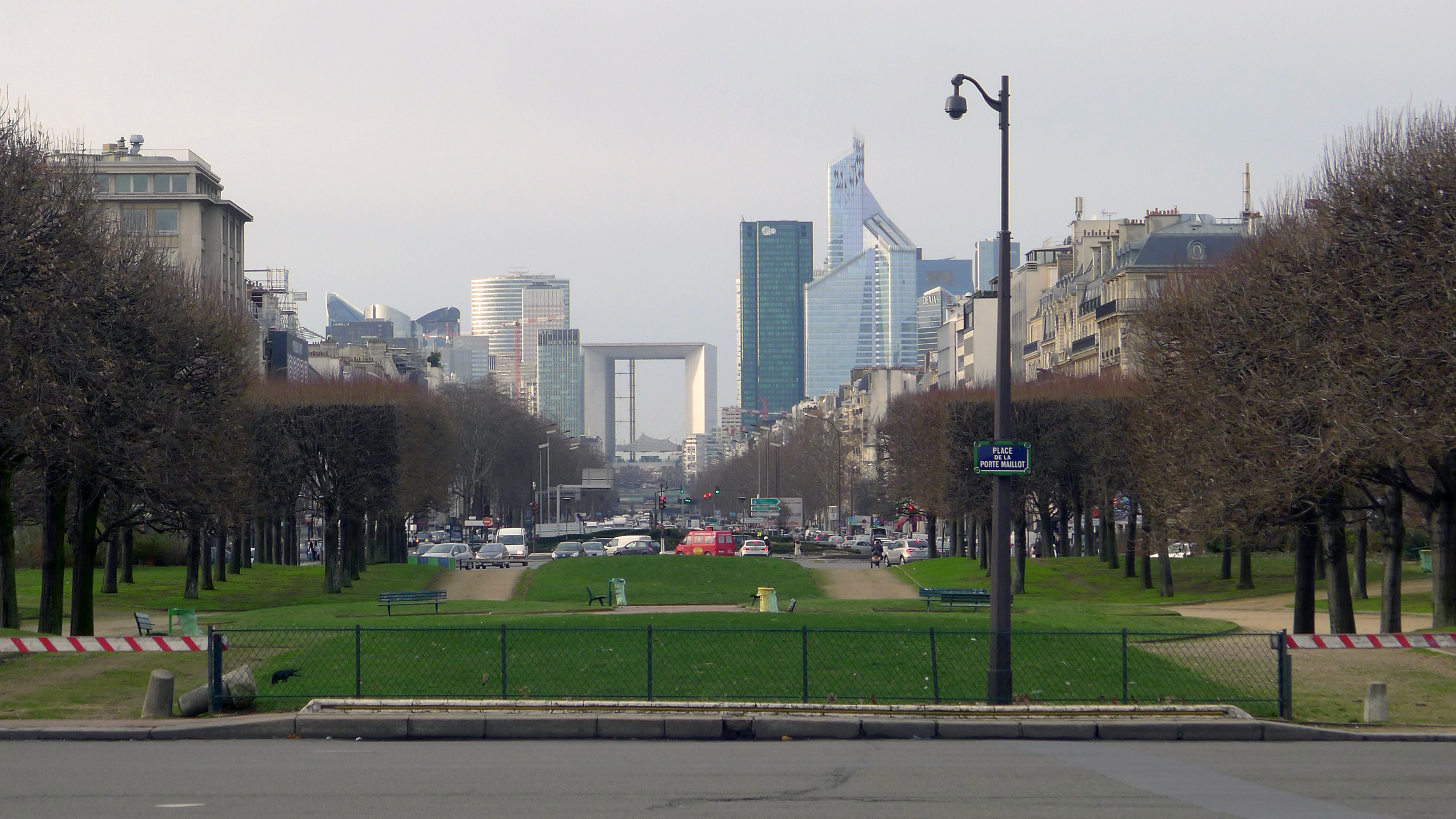
Piazza Alexandre-Soljenitsyne e l'omonimo giardino. In secondo piano, la prospettiva verso la Défense.

Il giardino Alexandre Soljenitsyne è un giardino sito nel  XVII arrondissement di Parigi.

## Origine del nome
Il nome gli venne assegnato in onore allo scrittore dissidente russo Aleksandr Isaevič Solženicyn, premio Nobel per la letteratura nel 1970.

## Storia
Il giardino della piazza della Porte-Maillot fu creato nel 1974 al centro della piazza quando furono costruiti il Boulevard périphérique di Parigi e il Palazzo dei Congressi. Completando la sistemazione della piazza della Porte-Maillot, che lo circonda, ha una superficie di 1612 mq.
Esso fu ribattezzato "giardino Alexandre-Soljenitsyne" nel 2012 (quando le otto vie che lo circondano da tutte le parti gli avevano mantenuto il nome di "place de la Porte-Maillot").

## Descrizione
Di forma ovale sul terrapieno centrale situato ai bordi del palazzo dei congressi della porte Maillot, questo giardino s'inserisce nella prospettiva dell'asse storico parigino (Étoile - La Défense) le cui silhouette si stagliano da una parte e dall'altra del giardino. Massicci cespugli fiancheggiano l'allineamento di un centinaio di tigli tagliati a plateau-rideau. Lavande, rosai e ginestre apportano un po' di freschezza a questo giardino incastrato tra due grandi assi di circolazione al palazzo dei congressi.
Questa rotonda, ai margini di Parigi, presenta la particolarità di ospitare nel suo terrapieno centrale una colonia di conigli.
(Florent Tillon, documentaire de 52 min, 2007)

## Accesso e trasporti

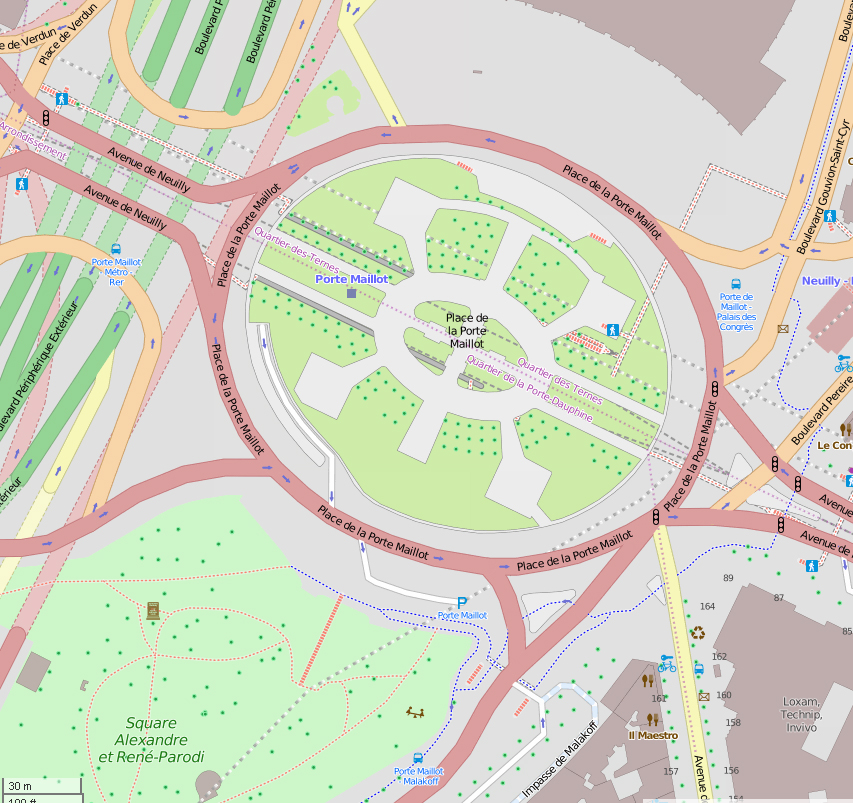
Giardino Alexandre-Soljenitsyne al centro della piazza della Porte-Maillot.

Il giardino è accessibile attraverso scale e un sottopassaggio al n. 2 di piazza della Porte-Maillot, davanti al Palazzo dei congressi.
Vicino a Neuilly vi sono due passaggi pedonali. Esso comunica, anche attraverso un sottopassaggio, con il giardinetto Alexandre-et-René-Parodi, suo vicino, creato nel 1958, di 23595 mq.
Il giardino è servito dalla linea 1 del Metrò, attraverso la stazione di Porte Maillot.